# Lavenay
Lavenay ist eine Commune déléguée in der französischen Gemeinde Loir en Vallée mit 301 Einwohnern (Stand: 1. Januar 2022) im Département Sarthe in der Region Pays de la Loire. Die Einwohner werden Lavenaysiens genannt.
Zum 1. Januar 2017 wurde Lavenay mit den Gemeinden Ruillé-sur-Loir, La Chapelle-Gaugain und Poncé-sur-le-Loir zur neuen Gemeinde (Commune nouvelle) Loir en Vallée zusammengelegt. Die Gemeinde gehörte zum Arrondissement La Flèche und zum Kanton Château-du-Loir (bis 2015: Kanton La Chartre-sur-le-Loir).

## Geographie
Lavenay liegt etwa 44 Kilometer südöstlich von Le Mans am Loir und gehört zum Weinbaugebiet Coteaux du Loir. 

## Bevölkerungsentwicklung
| Jahr                      | 1962 | 1968 | 1975 | 1982 | 1990 | 1999 | 2006 | 2013 |
| Einwohner                 | 366  | 282  | 308  | 325  | 318  | 357  | 361  | 350  |
| Quelle: Cassini und INSEE |      |      |      |      |      |      |      |      |

## Sehenswürdigkeiten
- Schloss La Flotte